# Saray (Tekirdağ)
Pour les articles homonymes, voir Saray.

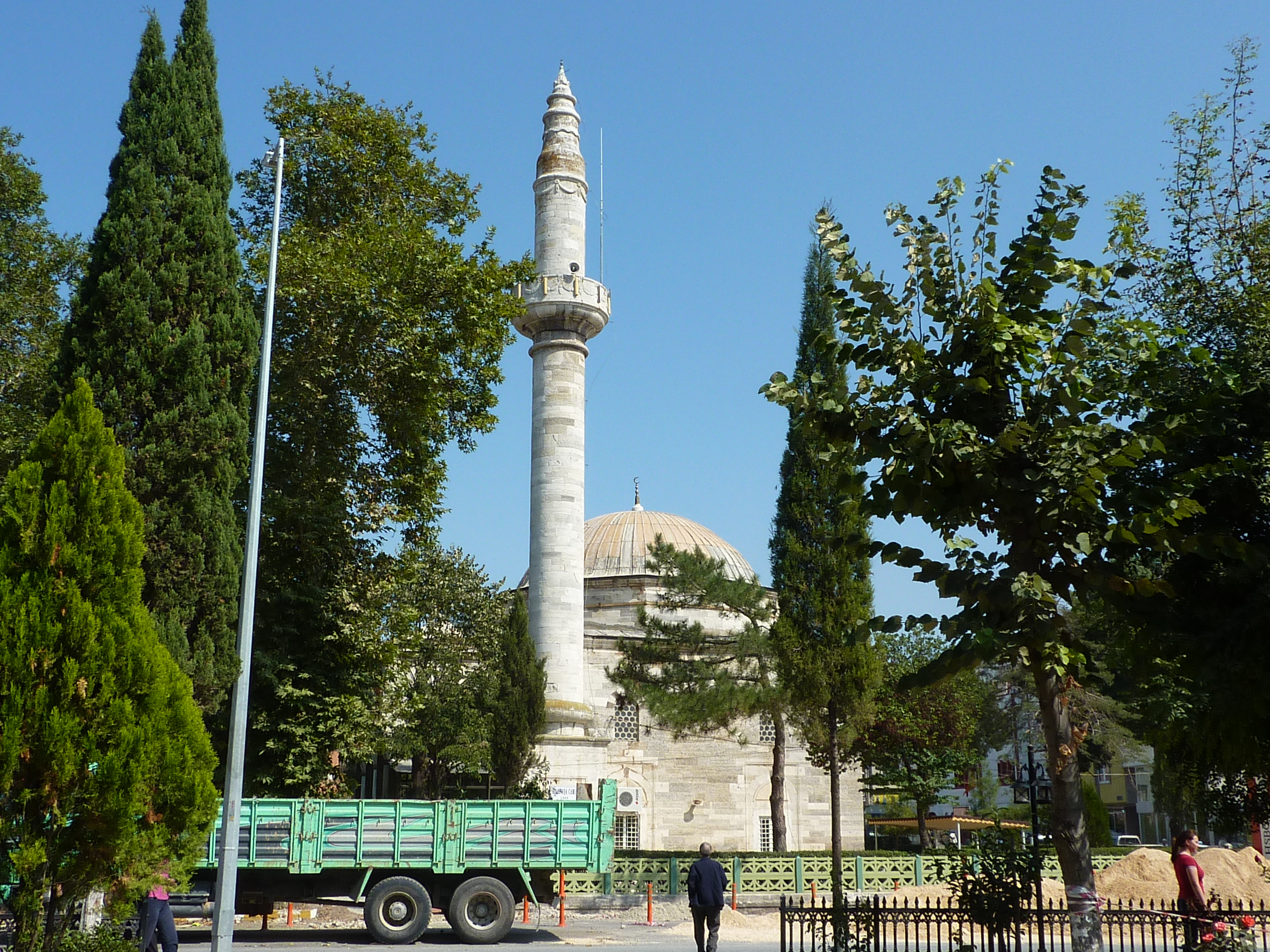
Ayas Paşa Mosque in Saray district

Saray est une ville et un district de la province de Tekirdağ dans la région de Marmara en Turquie.